# Nico Van Kerckhoven
Nico Van Kerckhoven (14 de desembre de 1970) és un exfutbolista belga.

## Selecció de Bèlgica
Va formar part de l'equip belga a la Copa del Món de 1998.